# Nycticeius aenobarbus
Nycticeius aenobarbus es una especie de murciélago de la familia Vespertilionidae.

## Distribución geográfica
Su distribución geográfica se desconoce y sólo hay muestra conocida, en América del Sur.